# I-17 (автомагистраль)
I-17 (Interstate 17) — межштатная автомагистраль в Соединённых Штатах Америки длиной 145,76 мили (234,58 км). Полностью располагается на территории штата Аризона.

## Маршрут магистрали
Южный конец I-17 располагается в городе Финикс, на пересечении с I-10. Магистраль примечательна тем, что перепад высот между северным и южным концами составляет больше 1 мили. В городе Флагстафф I-17 пересекает I-40, а затем заканчивается на пересечении с SR 89A.

## Основные развязки
- , SR 101 Финикс
- I-40, Флагстафф